# Рогатый (мыс, Ладожское озеро)
Мыс Рога́тый (ранее Вахтиниеми) — мыс на Ладожском озере.
Мыс находится в Приозерском районе Ленинградской области России. Выступает в Ладожское озеро около залива Лехмалахти, является его южным входным мысом. Находится около острова Бурнев.
Мыс возвышенный (высота до 21 м), сложен из гранита и покрытый смешанным лесом (преимущественно сосна).
На мысе установлен светящий знак. Огонь знака зажигается 1 августа и горит до конца навигации.
За период 1938—1944 годов Финляндия на мысе установила несколько пушек Канэ.
Поселения на мысе в настоящее время отсутствуют. Ближайший посёлок — Бурнево.